# Маланкарска оријентално-православна црква
Маланкарска оријентално-православна црква, такође позната и као Индијска православна црква (ИПЦ), је аутокефална оријентално-православна црква са средиштем у индијској држави Керали. Представља једну од најзначајнијих цркава у широј заједници индијских Томиних хришћана, који по традицији изводе своје порекло од древне цркве коју је по предању у 1. веку основао апостол Тома. На челу цркве је маланкарски митрополит Тома Павле II, који носи наслов Католикос Истока.
Маланкарска црква, заједно са осталим оријентално-православним црквама, заступа специфичну миафизитску христологију, поштује изворни Никејско-цариградски симбол вере, заступа правоверну пнеуматологију и не признаје филиоквистичку јерес, нити било коју другу хулу на Светог духа.

## Историја
Током старије историје, Томини хришћани су сачињавали јединствену заједницу и били су повезани са древном Црквом Истока, чији се центар налазио у Персији. Међутим, крајем 16. века португалски језуити су покушали да тој заједници насилно наметну римокатолицизам и признавање римског папе као врховног поглавара. Незадовољство таквим притисцима је навело највећи део заједнице да се 1653. године придружи архиђакону Томи, који се заклео да се никада неће покорити Португалцима. Део хришћана који се придружио Томи је назван Маланкарском црквом.
Тома је 1665. године потврђен за маланкарског митрополита и том приликом је Маланкарска црква ступила под јурисдикцију Сиријске оријентално-православне цркве. Међутим, потоњи унутрашњи спорови су 1772. године довели до одвајања дела верника и стварања посебне Малабарске оријентално-православне цркве. Накнадни спорови између сиријског патријарха у Антиохији и локалног маланкарског свештенства у Индији довели су 1912. године до поделе Маланкарске цркве на два дела, те су тако настале: самостална Маланкарска оријентално-православна црква и аутономна Маланкарска сиријско-православна црква, која је остала у саставу Сиријске оријентално-православне цркве. Иако је 1958. године дошло до привременог измирења и уједињења двају цркава, потоње несугласице су 1975. године довеле до поновне поделе, која траје и данас. 
Под утицајем ватиканског прозелитизма, група свештеника се 1930. године одвојила од Маланкарске сиријско-православне цркве и створила посебну Маланкарску католичку цркву.